# 힐란다르
힐란다르 수도원(그리스어: Μονή Χιλανδαρίου, 세르비아어: Манастир Хиландар, 발음 [xilǎndaːr])은 그리스 아토스산에 있는 세르비아 정교회 수도원이다. 이 곳은 1198년에 세르비아 정교회의 초대 대주교인 성 사바와 그의 아버지인 중세 세르비아의 라스카(라스키아) 공국의 대공인 (후일에 "시메온"이라는 수도자명으로 수사가 된) 스테판 네마냐에 의해 설립되었다. 세 개의 손을 가진 성모 이콘 (트로예루치차)는 수녀원장으로 여겨진다.

## 역사
"힐란다르"라는 이름은 비잔티움의 "헬란다리스"라고 불리던 선장의 수송선인 첼란디온에서 유래했다. 황제 알렉시오스 3세 안겔로스(1195년 ~ 1203년)에 의해 "세르비아에게 영원한 선물로" 헬란다리스의 고대의 수도실이 증여되었고, 1198년(1199년 2월 13일 전)에, 스테판 네마냐가 설립하여 이 수도원에 기증하였다.

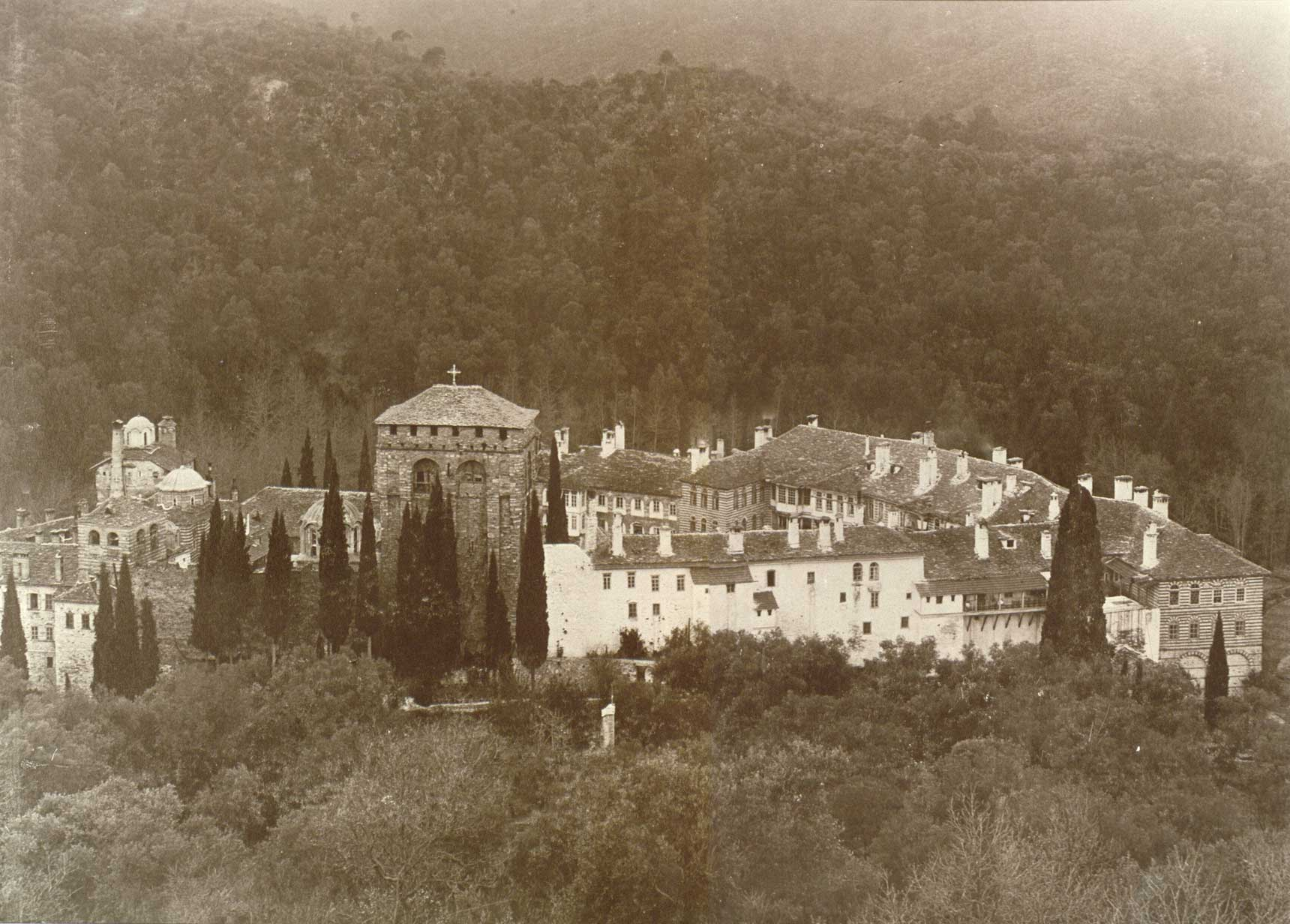
1986년 왕 알렉산드로 1세 오브레노비치의 방문 기간 동안의 힐란다르 수도원

1426년에, 알바니아에서 온 존 카스트리오티와 그의 세 아들(그들 중 한 명은 스칸데르베그)이 마케도니아에 있는 두 마을(로투샤와 트레비시테)과 그곳들 중 한 곳에 있는 성 마리아 성당에서 걷어지는 세금의 수입권을 힐란다르에 기증했다. 그의 아들 레포시가 1431년 7월 25일에 힐란다르에서 은퇴하고 죽었는데, 그에 대한 경의로, 힐란다르의 성 게오르기예 탑이 알바니아의 탑(세르비아어 발음: 아르바나시키 피르그)으로 알려지게 되었다.
두 개의 중세 불가리아의 칙허장들인 비르기노 인가서와 오랴호브 인가서가 힐란다르의 도서관에 보관되어 있다. 오스만 통치 하에 세르비아와 불가리아가 쇠퇴한 후에, 특히 마케도니아로부터의 불가리아인들의 비용으로 세르비아인 수사들의 유입이 감소하였다. 17세기부터 19세기까지, 힐란다르에는 주로 불가리아인들이 거주했다. 러시아의 순례자인 바실리 바르스키의 1755년 기록에 의하면 힐란다르의 수사들은 모두 불가리아인이었다고 한다. 일라리온 마카리오폴스키, 브라차의 소프로니우스 그리고 마테이 프레오브라는 일생을 여기서 살았다. 그리고 힐란다르의 파이시우스는 이 수도원에서 그의 혁명적인 슬라브계 불가리아의 역사를 저술하기 시작했다. 1902년까지 이 수도원은 불가리아인들의 인구수가 우세했다.

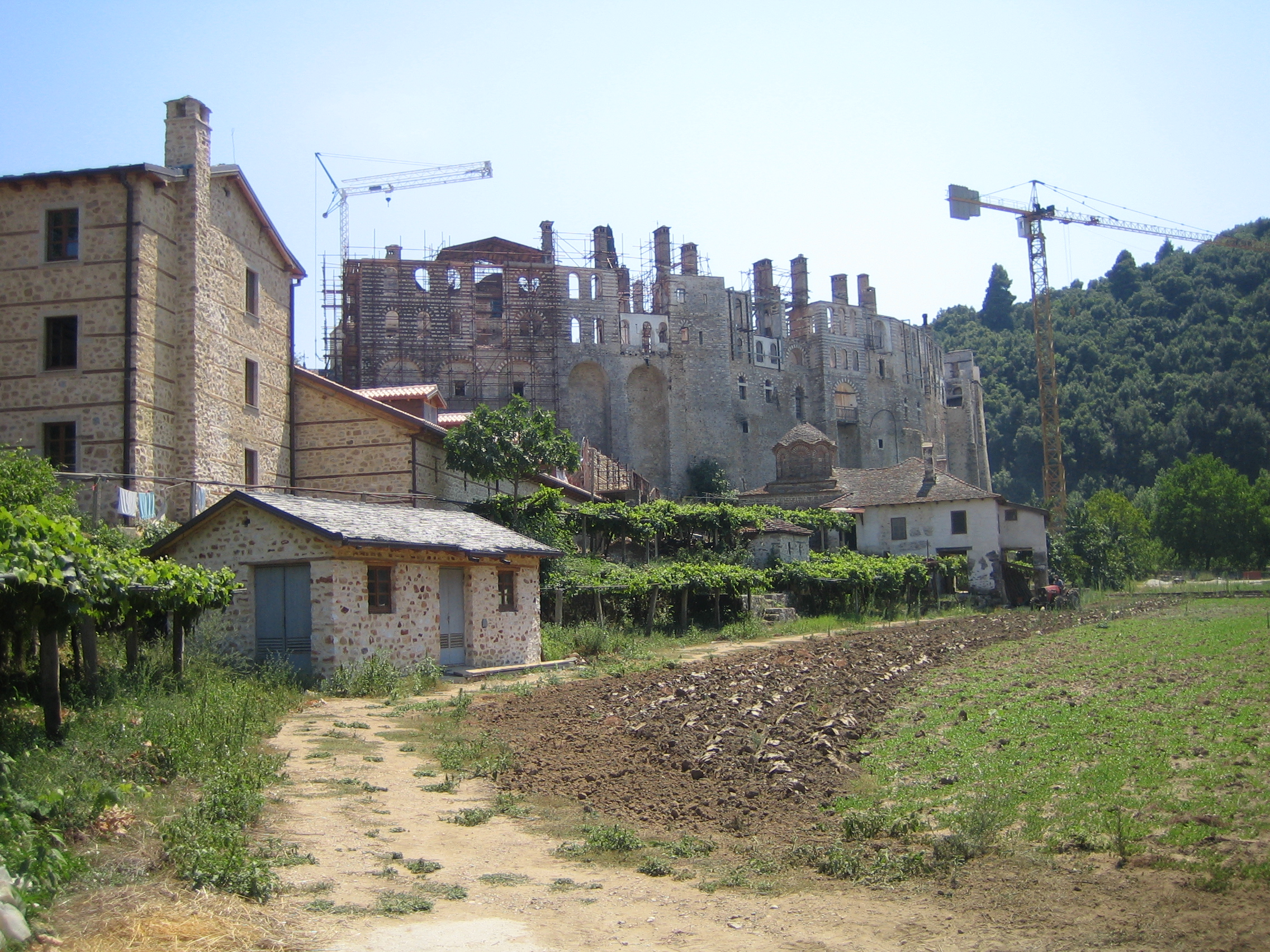
2006년의 힐란다르 수도원의 전경, 대화재 이후, 재건 과정의 첫 번째 단계이다.

그러나, 1913년에, 아토스산에 세르비아인의 참여가 상당히 커졌고 프로토스는 힐란다르의 세르비아인 대표였다.
1970년에, 그리스 정부는 아토스산에 잇는 모든 수도원들에 송전선 설치를 제안했다. 아토스산의 성 의회는 그 제안을 거절했고, 그 이래, 모든 수도원들의 대부분은 재생 에너지 자원들에서 얻어지는 자체 발전을 사용한다. 1980년대 동안에, 힐란다르 수도원의 전력은 대부분 조명과 난방에 사용되었다.

### 대화재
2004년 3월 4일, 힐란다르 수도원에 불길 속에서 벽구조 건물 단지의 거의 50%가 파괴되는 엄청난 손실의 화재가 발생했다. 그 화재로 제과점을 포함하여 북쪽 벽구조 건물 단지의 절반이 손상을 입었다. 화재에도 도서관과 수도원의 많은 역사적인 성화상들은 보존되었거나 손상되지 않았다.
힐란다르 수도원은 과거의 영광을 되찾기 위해 막대한 재건 운동이 진행 중이다.

## 성물들

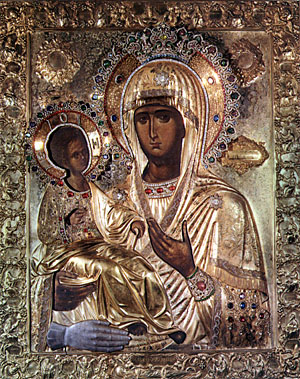
"세 개의 손을 가진" (트로예루치차인) 테오토코스의 이콘

수도원에 있는 대단히 귀중하게 여겨지는 수많은 성유물들과 다른 성물들 중에는 1월 12일의 축일을 기념하는 "아카티스트의" 테오토코스의 기적을 행하는 성화상이 있다. 아토스산에서는 전통적인 율리우스력이 사용된 이래, 1월 12일로 정해진 그 날은 현대의 그레고리력의 1월 25일이다.

힐란다르 수도원의 설립자인 성 시메온이 바위에 표현되어 있는 조각상

이 수도원은 성 요한 다마스케네의 기적적인 치유와 관련된 세 개의 손을 가진 성모(그리스어 발음: 트리케루사, 세르비아어: Тројеручицa)을 보유하고 있다. 717년 경에, 성 요한은 예루살렘 외곽에 있는 마르 사바스 수도원에 수사가 되었고 그 이콘을 그 곳 수도원 공동체에 주었다. 나중에 그 이콘은 세르비아의 성 사바에게 제공되었고, 그는 그것을 힐란다르에 기증했다. 그 이콘이 러시아 정교회에서 높이 공경받게 되고부터 1661년에 그것의 사본이 러시아로 보내졌다. 이 성화상에는 두 날들의 축일이 있다.: 6월 28일(7월 11일)그리고 7월 12일(7월 25일).
이 수도원의 도서관은 181 권의 그리스어 필사본들과 809 권의 슬라브어 필사본들 그리고, 약 20,000 권의 인쇄된 책들을 보유하고 있다.
이 수도원에는 45 명의 현직 수사들이 있다.

## 같이 보기
- 힐란다르 연구 도서관
- 미로슬라브 복음서